# Asociación Los pueblos más bonitos de España
Los pueblos más bonitos de España (”Spaniens vackraste byar”) är en spansk förening grundad 2011 för att marknadsföra, sprida kunskap och verka för att bevara kulturarv, naturvärden och landsbygd i geografiska områden med en låg industraliseringsgrad och liten folkmängd.
Föreningen har bildats efter en fransk förebild, Les Plus Beaux Villages de France och som fått internationell spridning sedan 1982. En övergripande och sammanhållande organisation med namnet Les plus beaux villages de la Terre (”Världens vackraste byar”) skapades 2012 i Frankrike.

## Medlemskap

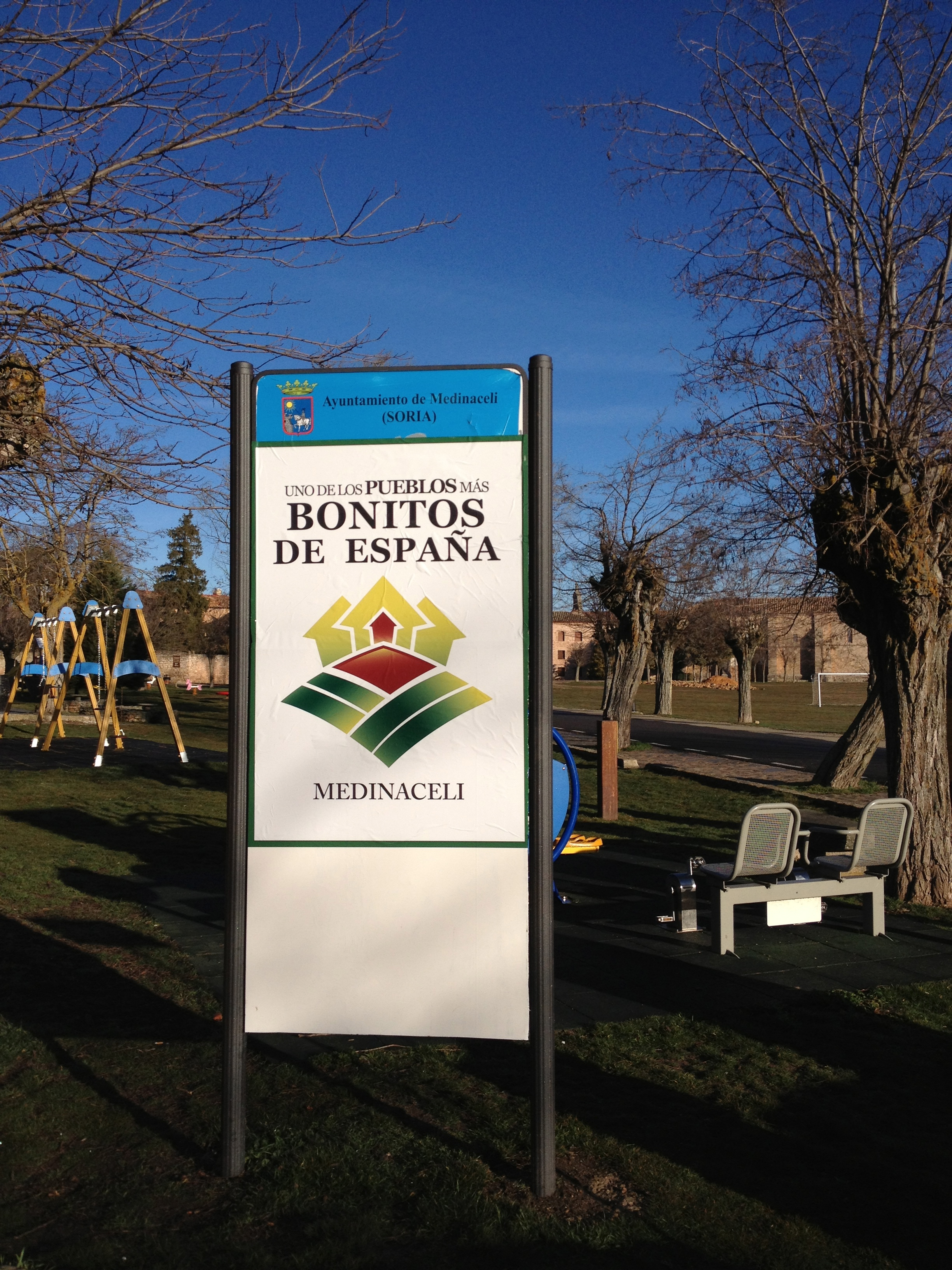
Skylt i Medinaceli (Soria).

För medlemskap skall en föreningens kvalitetskrav uppfyllas. Det ska finnas ett kommunalt beslut om ansökan och när den lämnats in påbörjas bedömningen av huvudkraven:
1. Kommunen ska ha mindre än 15 000 invånare (i samhällen med en befolkning större än 5 000 invånare behövs endast ett historiskt område i perfekt kondition)
2. Ha ett arkitektoniskt kulturarv och ett naturområde enligt ställda krav.

Efter dessa båda grundkrav görs en undersökning i kommunen med en kvalitetskommission där man gör en värdering mot föreningens kvalitetslista, med varierande aspekter såsom till exempel renhållning, fasadernas bevarande, fordonstrafik, om det finns parkeringsplatser, hur grönområden bevaras, logotyper och skyltar, etc.
Om utfallet av revisionen är positivt kan kommunen sätta upp sina skyltar vid infarterna: ”En av Spaniens vackraste byar” ("Uno de Los más Bonitos de España") med föreningens logotyp och får även använda en stämpel Los Pueblos más Bonitos de España.

### Kvalitetskrav
Kvalitetslistan används för att kunna göra en objektiv bedömning och den avspeglar de aspekter som kvalitetskommissionen dömer efter. Det man tittar på är:
- Urbanistisk kvalitet: Infartsvägar, utformningen och storleken på byn eller den historiska delen.
- Arkitektonisk kvalitet: Harmoni och homogenitet hos byggnader, fasader, färger på fasader, rumslig utformning etc.

Utöver dessa tekniska krav ska det tas fram med konkreta åtgärder för värden, utveckling, reklam och skötsel av sitt kulturarv.

## Officiell dag
Den 1 oktober är föreningens dag, då hissas föreningens flagga i medlemskommunerna och alla turistaktiviteter är gratis.

## Medlemmar
År 2017 är 57 kommuner/byar anslutna.
| Autonom kommun      | Provins     | Kommun/By                  |
| ------------------- | ----------- | -------------------------- |
| Andalusien          | Almería     | Lucainena de las Torres    |
| Andalusien          | Almería     | Mojácar                    |
| Andalusien          | Cádiz       | Grazalema                  |
| Andalusien          | Cádiz       | Vejer de la Frontera       |
| Andalusien          | Córdoba     | Zuheros                    |
| Andalusien          | Granada     | Capileira                  |
| Andalusien          | Granada     | Pampaneira                 |
| Andalusien          | Málaga      | Frigiliana                 |
| Aragonien           | Huesca      | Aínsa                      |
| Aragonien           | Huesca      | Alquézar                   |
| Aragonien           | Huesca      | Ansó                       |
| Aragonien           | Teruel      | Albarracín                 |
| Aragonien           | Teruel      | Calaceite                  |
| Aragonien           | Teruel      | Cantavieja                 |
| Aragonien           | Teruel      | Puertomingalvo             |
| Aragonien           | Teruel      | Rubielos de Mora           |
| Aragonien           | Teruel      | Valderrobres               |
| Aragonien           | Zaragoza    | Anento                     |
| Aragonien           | Zaragoza    | Sos del Rey Católico       |
| Asturien            | Asturien    | Lastres                    |
| Asturien            | Asturien    | Torazo                     |
| Balearerna          | Balearerna  | Fornalutx                  |
| Kanarieöarna        | Las Palmas  | Tejeda                     |
| Kantabrien          | Kantabrien  | Bárcena Mayor              |
| Kantabrien          | Kantabrien  | Liérganes                  |
| Kantabrien          | Kantabrien  | Santillana del Mar         |
| Kastilien-La Mancha | Albacete    | Alcalá del Júcar           |
| Kastilien-La Mancha | Ciudad Real | Almagro                    |
| Kastilien-La Mancha | Ciudad Real | Villanueva de los Infantes |
| Kastilien-La Mancha | Guadalajara | Valverde de los Arroyos    |
| Kastilien-La Mancha | Guadalajara | Hita                       |
| Kastilien och León  | Burgos      | Caleruega                  |
| Kastilien och León  | Burgos      | Covarrubias                |
| Kastilien och León  | Burgos      | Frías                      |
| Kastilien och León  | León        | Peñalba de Santiago        |
| Kastilien och León  | Salamanca   | Candelario                 |
| Kastilien och León  | Salamanca   | Ciudad Rodrigo             |
| Kastilien och León  | Salamanca   | La Alberca                 |
| Kastilien och León  | Salamanca   | Miranda del Castañar       |
| Kastilien och León  | Salamanca   | Mogarraz                   |
| Kastilien och León  | Segovia     | Ayllón                     |
| Kastilien och León  | Segovia     | Maderuelo                  |
| Kastilien och León  | Segovia     | Pedraza                    |
| Kastilien och León  | Segovia     | Sepúlveda                  |
| Kastilien och León  | Soria       | Medinaceli                 |
| Kastilien och León  | Soria       | Yanguas                    |
| Kastilien och León  | Valladolid  | Urueña                     |
| Kastilien och León  | Zamora      | Puebla de Sanabria         |
| Madrid              | Madrid      | Chinchón                   |
| Valencia            | Alicante    | El Castell de Guadalest    |
| Valencia            | Castellón   | Morella                    |
| Valencia            | Castellón   | Peñíscola                  |
| Valencia            | Castellón   | Villafamés                 |
| Navarra             | Navarra     | Ujué                       |
| Extremadura         | Cáceres     | Trujillo                   |
| La Rioja            | La Rioja    | Sajazarra                  |
| Baskien             | Álava       | Laguardia                  |